# Проект «Великан»

Проект «Великан» в 1944 году

Проект «Великан» (нем. Projekt Riese) — кодовое название секретного строительного проекта Третьего Рейха 1943—1945 годов. Предусматривал строительство семи подземных сооружений, расположенных в Совьих горах и под замком Ксёнж в Нижней Силезии, в то время являвшейся частью Германии, а сейчас — территорией Польши.
Ни один из подземных комплексов не был завершён, оставшись в разной степени готовности. Лишь небольшая часть тоннелей армирована бетоном.
Назначение сооружений остаётся неясным из-за отсутствия документации. Некоторые источники предполагают, что все структуры были частью ставки Гитлера. Из других следует, что это был комбинированный штаб и подземный оружейный завод, при этом сравнение с аналогичными объектами указывает, что только подземелья замка были предназначены для военного руководства, в то время как в Совьих горах должны были разместиться подземные фабрики.
Строительные работы проводились силами военнопленных и узников концлагерей, многие из них погибли, в основном от болезней и недоедания.

## История

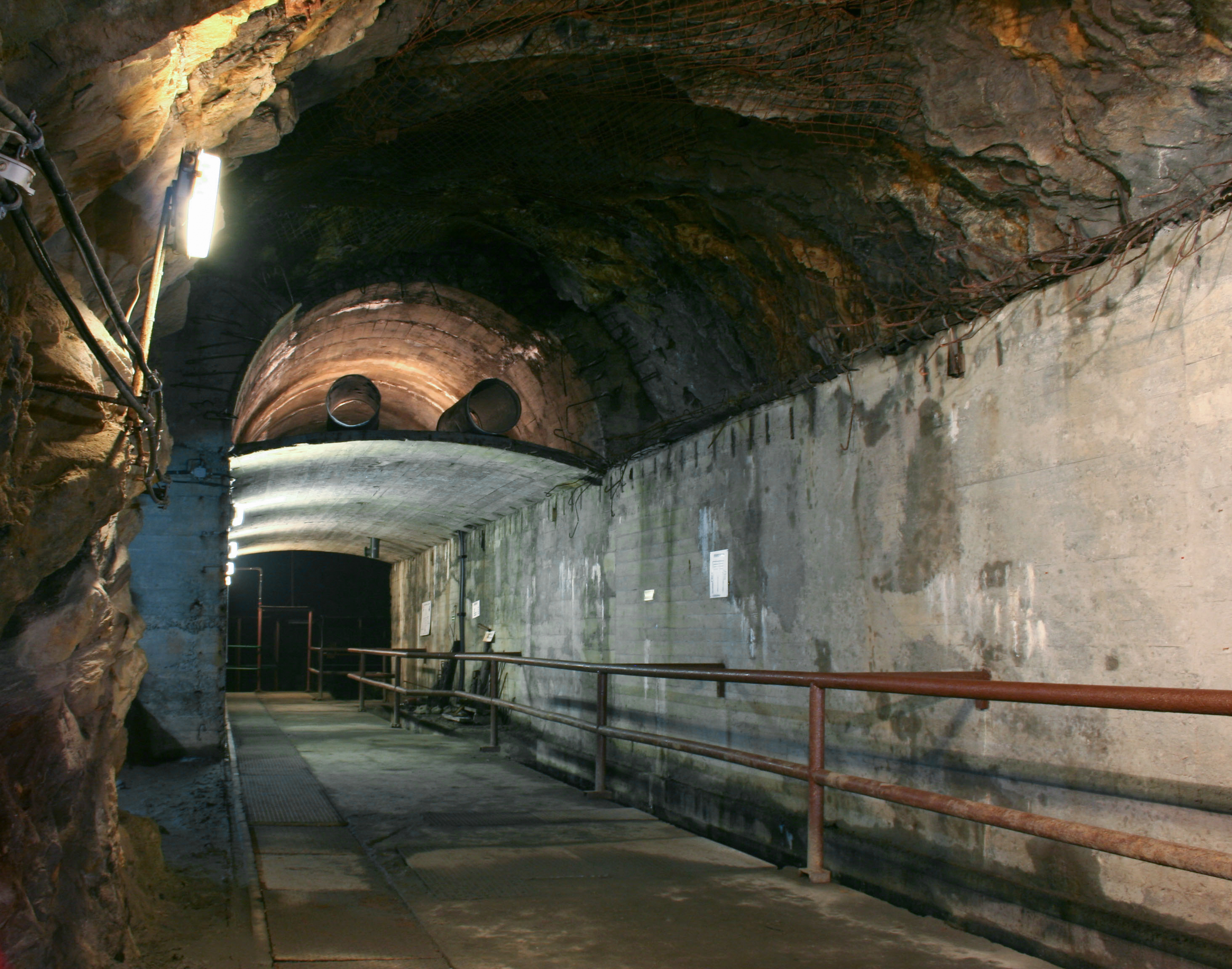
Комплекс «Речка»

Из-за участившихся воздушных налётов союзников гитлеровская Германия переместила значительную часть производства стратегических вооружений в более безопасные регионы, включая провинцию Нижняя Силезия. Планы по защите критически важной инфраструктуры также включали перевод оружейных заводов в подземные бункеры и строительство бомбоубежищ для правительственных чиновников.
В сентябре 1943 года министр вооружения и военного производства Альберт Шпеер и высшее руководство Организации Тодта начали переговоры о проекте «Великан». В результате для выполнения заказа была создана Силезская промышленная компания (нем. Industriegemeinschaft Schlesien). В ноябре в районе будущего строительства были организованы лагеря для подневольных работников, в основном из Советского Союза и Польши; военнопленных из Италии, Советского Союза, а затем и Польши после Варшавского восстания.

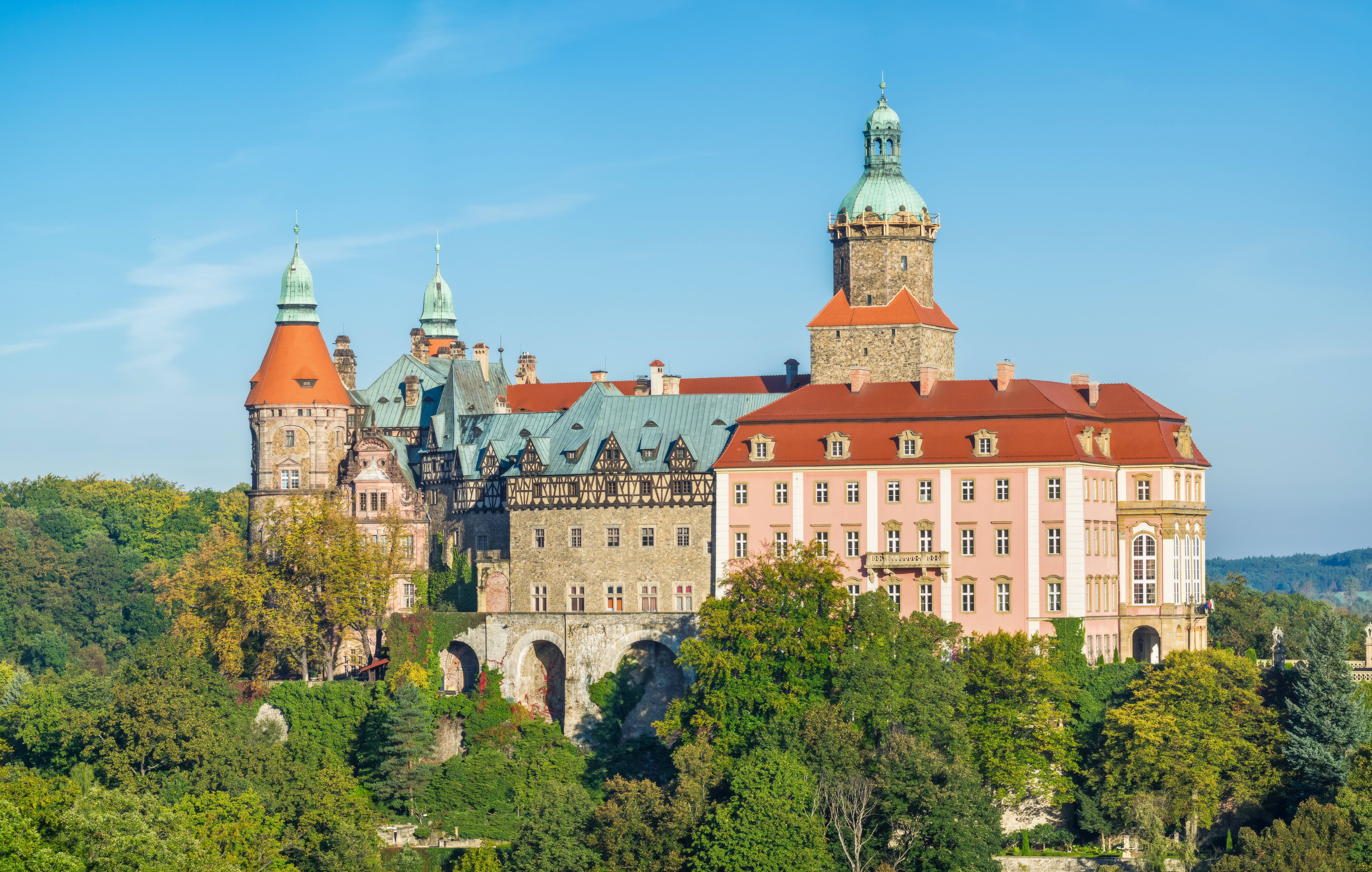
Замок Ксёнж

Для транспортного сообщения между объектами строительства и ближайшими железнодорожными станциями была создана сеть автомобильных дорог, построены мосты и проложены узкоколейные железные дороги. Заключённые перегружали стройматериалы, рубили деревья, рыли водоёмы и дренажные канавы. На ручьях возвели небольшие дамбы для создания систем водоснабжения и канализации. Следующим этапом стала прокладка тоннелей в горных породах путём бурения и взрывов. Образовавшиеся полости укрепляли бетоном и сталью. На горных работах были задействованы специалисты, в основном немцы, итальянцы, украинцы и чехи, но наиболее опасную и изнурительную работу выполняли заключённые.
Прокладка тоннелей занимала длительное время, так как Совьи горы сложены в основном твёрдыми гнейсами. Аналогичные объекты обычно строились в мягком песчанике, но более твёрдые и устойчивые породы давали преимущество полной защиты от воздушных налётов союзников и возможность строительства подземных залов с высотой свода до 12 м и объёмом до 6000 м³.
В декабре 1943 года среди заключённых началась эпидемия тифа. В результате строительство значительно замедлилось. Всего известно о пяти лагерях, количество подневольных работников и военнопленных, работавших над проектом, не установлено. Сколько заключённых погибло, также неизвестно. Строительство некоторых объектов проекта «Великан» продолжалось до конца войны.

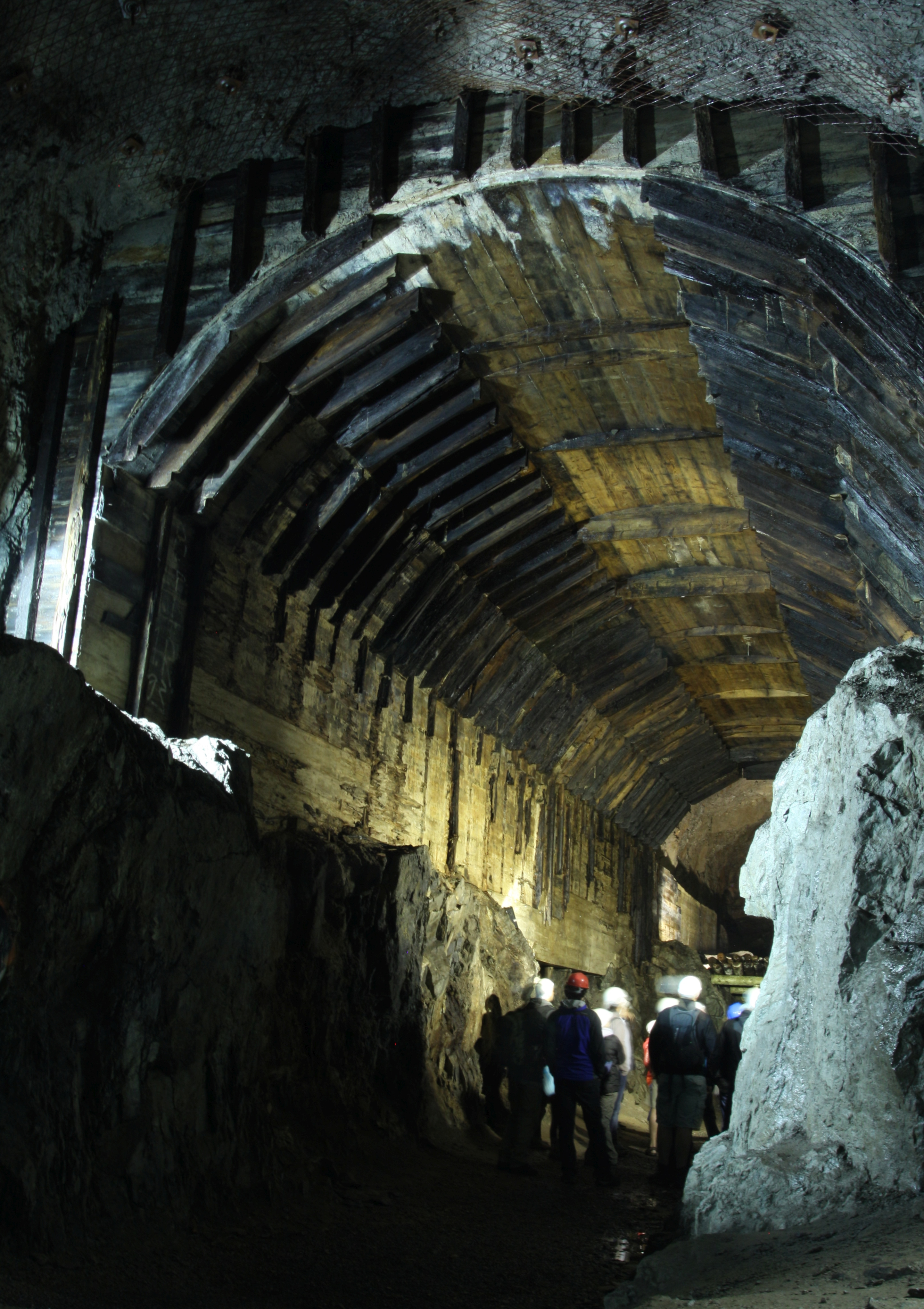
Комплекс Осувка

В апреле 1944 года Адольф Гитлер, недовольный ходом проекта, решил передать надзор за строительством Организации Тодта и направить на работу узников концлагерей. Они были размещены в тринадцати трудовых лагерях, часть которых располагалась поблизости от тоннелей. Сеть этих лагерей получила название трудового лагеря «Великан» (нем. Arbeitslager Riese). Она была частью концлагеря Гросс-Розен. Администрация лагеря, которым командовал, гауптштурмфюрер СС Альберт Люткемейер, находилась в лагере Вюстегирсдорф (возле современной Глушицы). С декабря 1944 по январь 1945 года узников охраняли 853 солдата СС.
По неполным данным, на проекте работали не менее 13 000 заключённых. Большинство из них прибыли из концлагеря Освенцим. Документы позволили установить личность 8995 заключённых, все они были евреями: около семидесяти процентов из Венгрии, остальные из Польши, Греции, Румынии, Чехословакии, Нидерландов, Бельгии и Германии. Смертность была очень высокой из-за болезней, недоедания, истощения, опасных подземных работ и жестокого обращения. Многие истощённые заключённые были отправлены обратно в концлагерь Освенцим. Задокументированы депортация 857 заключённых, а также 14 казней после неудачных попыток побега. В общей сложности количество жертв оценивается в 5000 человек.
В конце 1944 года среди заключённых произошла очередная эпидемия тифа. Поскольку линия фронта приближалась, в феврале 1945 года началась эвакуация лагерей, однако в некоторых местах работы продолжались до конца апреля. Некоторых пленных оставили, в основном тяжелобольных. В мае 1945 года район перешёл под контроль Красной Армии. Проект «Великан» не преодолел начального этапа, было проложено только 9 км тоннелей площадью 25 000 м² и объёмом 100 000 м³.

## Объекты проекта
Из-за отсутствия документации кодовые названия отдельных объектов проекта «Великан» неизвестны. После войны им были присвоены польские названия.

### Замок Ксёнж

Комплекс «Ксёнж»

Замок Ксёнж (нем. Fürstenstein) находится в польском городе Валбжих (при немцах — Вальденбург). Его последними владельцами в межвоенный период были Хохберги: Ганс Генрих XV, князь Плесский и его английская жена Мэри-Тереза Оливия Корнуоллис-Вест («княгиня Дейзи»). Из-за экстравагантного образа жизни и глобального экономического кризиса они оказались в долгах.
В 1941 году замок и земли были конфискованы германским правительством, частично для погашения долгов по налогам, частично в качестве наказания за предполагаемую измену сыновей Хохбергов. В то время один из них служил в британской армии, другой — в Польских вооружённых силах на Западе. Замок под руководством архитектора Германа Гислера был сначала приспособлен под управление государственными железными дорогами (Deutsche Reichsbahn), а в 1944 году стал частью проекта «Великан». В 1941—1944 годах здесь также была спрятана часть коллекции Прусской государственной библиотеки.
Работы в замке проводились масштабные, что привело к утрате многих декоративных элементов. Появились новые лестницы и шахты лифтов для улучшения путей эвакуации. Однако самые серьёзные работы проводились под замком. Под землёй было прорыто два уровня тоннелей. Первый — на глубине 15 м, попасть на который можно с четвёртого этажа замка на лифте и по лестнице из подвала, а также через отдельный вход в саду. Тоннель длиной 80 м, площадью 180 м² и объёмом 400 м³ армирован бетоном и ведёт к шахте лифта, расположенной под двором и соединяющей первый и второй уровни. Шахта имеет глубину 35 м и завалена щебнем. Для её исследования из сада был пробурён короткий временный тоннель.
Второй уровень находится на глубине 53 м и имеет длину 950 м, площадь 3200 м² и объёмом 13 000 м³. Он состоит из четырёх тоннелей, пробурённых в основании холма: 1 — 88 м, 2 — 42 м, 3 — 85 м, 4 — 70 м. Кроме них имеются большие галереи 5 м высотой и 5,6 м шириной и четыре камеры. Три четверти тоннелей армированы бетоном. Две дополнительные шахты ведут к поверхности: одна квадратная размером 3,5×3,5 м длиной 45 м и другая круглая диаметром 0,5 м и длиной 40 м. В настоящее время по ним проложены линии электропитания.
На поверхности находятся фундаменты зданий и оборудования, два резервуара с водой, насосная станция и остатки очистных сооружений. В 1975—1976 годах было снесено четыре бункера типа «Тобрук» и караульное помещение. Узкоколейная железная дорога, соединяющая тоннели с боковым путём в деревне Любехув, была разобрана после войны.
В мае 1944 года рядом с замком был организован трудовой лагерь Фюрстенштайн. От 700 до 1000 узников концлагерей размещались в бараках. Это были евреи из Венгрии, Польши и Греции. В феврале 1945 года лагерь был эвакуирован.
В настоящее время замок и подземелья открыты для публики. На втором уровне также установлено сейсмологическое и геодезическое измерительное оборудование Польской академии наук.

### Комплекс «Речка»

Комплекс «Речка»

Комплекс расположен на границе между деревнями Речка и Валим внутри горы Острая. Строительные работы начались в марте 1944 года. В основании горы было пробурено три тоннеля. В состав сооружения входит почти завершённое караульное помещение и большие подземные залы до 10 м высотой. Общая длина тоннелей — 500 м, площадь — 2500 м², объём — 14 000 м³. Бетоном армировано 11 % комплекса.
Над поверхностью находятся фундаменты оборудования и бетонный мост. Второй мост был повреждён и заменён пешеходным. Узкоколейную железную дорогу, по которой вывозили грунт на ближайший отвал, после войны демонтировали. В 1995 году подземелье открылось для публики, а в 2001 году преобразовано в музей.
В ноябре 1943 года на территории текстильной фабрики Websky, Hartmann & Wiesen в Вюстевальтерсдорфе (нынешний Валим) был организован лагерь. В нём размещались подневольные рабочие, в основном из Советского Союза и Польши, и военнопленные из Италии, захваченные немецкой армией после перемирия и перехода Италии на сторону союзников. Самую многочисленную группу составляли военнопленные Красной Армии. Их содержали в части лагеря, подчинённой Шталаг VIII-A в Гёрлице. Заключённые были освобождены в мае 1945 года.
В апреле 1944 был создан трудовой лагерь Вюстевальтерсдорф, узниками которого в основном были евреи из Греции. Некоторые источники указывают, что лагерь мог располагаться на склонах горы Хлопска, но других источники в этом сомневаются.

### Комплекс «Влодаж»

Комплекс «Влодаж»

Комплекс расположен внутри горы Влодаж и представляет собой сеть тоннелей общей длиной 3100 м, площадью 10 700 м² и объёмом 42 000 м³. Также в его состав входят большие залы высотой до 12 м. Бетоном армировано менее 1 % комплекса. Доступ под землю осуществляется через четыре тоннеля, пробурённые в основании горы и оборудованные камерами для караульных помещений. Также до поверхности пробурена шахта диаметром 4 м и длиной 40 м. Некоторые тоннели двухъярусные, доступ на вторые этажи обеспечивают короткие шахты — они являются незаконченными подземными залами: тоннели прокладывали один над другим, затем потолок убирали, чтобы получить большую полость. Часть комплекса затоплена, но её можно пройти на лодке. С 2004 года комплекс открыт для посетителей.
На поверхности находятся фундаменты оборудования, многочисленные недостроенные или разрушенные здания, бункер, два резервуара с водой и склады строительных материалов, включая тысячи окаменевших мешков с цементом. Узкоколейная железная дорога, соединяющая тоннели с железнодорожной веткой в деревне Ольшинец, была разобрана после войны.
В мае 1944 здесь был организован трудовой лагерь Вольфсберг, вероятно, на месте существовавшего ранее лагеря Организации Шмельта. Около 3000 узников концлагерей  жили по 20 человек в хижинах из фанеры, имевших 3 м в поперечнике и нескольких бараках. Это были евреи, в основном из Венгрии и Польши, но также из Греции, Чехословакии, Германии и Румынии. В окрестностях лагеря до сих пор можно найти руины бетонных бараков для охранников СС. Эвакуация заключённых началась в феврале 1945 года.

### Комплекс «Осувка»

Комплекс «Осувка»

Комплекс расположен внутри горы Осувка. Доступен через тоннель 1 длиной 120 м с караульными помещениями и тоннель 2 длиной 456 м, проложенный на 10 м ниже уровня основных тоннелей и имеющий почти достроенные караульные помещения. Доступ на основной уровень возможен через обрушения в потолке.
Комплекс представляет собой сеть тоннелей общей длиной 1750 м, площадью 6700 м² и объёмом 30 000 м³. Также в его состав входят большие залы высотой до 8 м. Бетоном армировано менее 7 % комплекса. На поверхность ведёт шахта диаметром 6 м и длиной 48 м. Тоннель 3 длиной 107 м с остальным комплексом не связан, он расположен в 500 м с боку и 45 м вниз от основного уровня. Здесь находятся две плотины и гидравлическое оборудование неизвестного назначения.
На поверхности находятся фундаменты зданий и оборудования, эстакада для вагонов, резервуар с водой и склады, некоторые с системами подогрева строительных материалов. Самым большим строением является одноэтажное бетонное здание площадью 680 м² и объёмом 2300 м³ с толщиной стен 0,5 м и крышей толщиной 0,6 м, предназначенной для маскировки растительностью. Технический тоннель прямоугольного сечения 1,25 м х 1,95 м длиной 30 м должен был соединяться с шахтой. Ещё одно сооружение неизвестного назначения — бетонный монолит 30,9×29,8 м с десятками труб и водостоков, заглублённых в скалу не менее чем на 4,5 м. Узкоколейная железная дорога соединяла тоннели со станцией в деревне Глушица-Горная. С 1996 года комплекс открыт для публики.
В августе 1944 года здесь был организован трудовой лагерь Зойфервассер, узниками которого были евреями из Польши, Венгрии и Греции. Остатки лагеря можно найти в районе тоннеля 3. Эвакуация лагеря проведена в феврале 1945 года.

### Комплекс «Соколец»

Комплекс «Соколец»

Комплекс расположен недалеко от деревни Соколец внутри горы Гонтова. Он состоит из двух подземных сооружений на разных уровнях. Тоннели 1 и 2 с караульными помещениями ведут в подземелье высотой до 5 м. Свод во многих местах обрушился, так как комплекс построен в мягком песчанике.
В 2011 году начались раскопки тоннеля 3 длиной 145 м, недоступного с конца войны из-за обрушившегося входа. Он находится в 600 м в сторону и на 60 м ниже тоннелей 1 и 2. Тоннель 4 длиной 100 м открыт в 1994 году — это один из двух коротких тоннелей, в которых обнаружено горное оборудование 1945 года. Тоннель 4 расположен в 250 м от тоннеля 3 на той же высоте, но не имеет связи с остальным комплексом. Общая длина тоннелей 1090 м, площадь 3025 м², объём 7562 м³. Комплекс не армирован бетоном.
На поверхности находятся фундаменты зданий, оборудования и две эстакады для вагонов. Для обеспечения безопасности новой дороги построена подпорная стена длиной 47 м. Узкоколейная железная дорога соединяла тоннели с боковым путём в деревне Людвиковице-Клодзкие.
В апреле 1944 года в деревне Совина был организован трудовой лагерь Фалькенберг. В нём размещалось 1500 узников концлагерей — мужчин еврейского происхождения из Польши, Венгрии и Греции. Эвакуация лагеря проведена в феврале 1945 года.

### Комплекс «Юговице»

Комплекс «Юговице»

Комплекс расположен возле деревни Юговице внутри горы Дзял Яворницкий. Тоннели 2 (109 м) и 4 ведут на небольшой подземный уровень. Имеется шахта диаметром 0,5—0,6 м и длиной 16 м в непосредственной близости от комплекса, но с ним не связанная. Тоннель 6 после 37 м обрушен и не исследован. Его вход закрывали две стальные двери, расположенные в 7 м друг от друга. Остальные тоннели находятся на начальной стадии строительства: 1 — 10 м, 3 — 15 м), 5 — 3 м, 7 — 24,5 м. Общая длина подземелий 460 м, площадь 1360 м², объём 4200 м³. Бетоном армировано менее 1 % комплекса.
На поверхности находятся фундаменты зданий и оборудования, насосная станция и резервуар с водой. Узкоколейная железная дорога соединяла тоннели с боковым путём в деревне Ольшинец, где в мае 1944 года был организован трудовой лагерь Эрленбуш. От 500 до 700 узников концлагерей, евреи из Венгрии и Польши, размещались в пяти бараках. Лагерь освобождён в мае 1945 года.

### Комплекс «Собонь»

Комплекс «Собонь»

Комплекс расположен внутри горы Собонь и доступен через тоннели 1 длиной 216 м и 2 длиной 170 м. Тоннель 3 с основным комплексом не соединён и обрушен после 83 м. В 2013 году он был исследован через шахту, открывавшую доступ к 86 м тоннеля с горным оборудованием 1945 года. Общая протяжённость комплекса 700 м, площадь 1900 м², объём 4000 м³. Бетоном армировано менее 1 % комплекса.
На поверхности находятся фундаменты оборудования, насосная станции, резервуар с водой, склады строительных материалов, многочисленные недостроенные или разрушенные здания, бункер и следы крупномасштабных земляных работ. Узкоколейная железная дорога соединяла тоннели со станцией в деревне Глушица-Горная. В октябре—декабре 1944 года здесь был организован трудовой лагерь Лерхе. В нём размещались узники концлагерей, в основном евреи из Польши и Греции. Они жили в двенадцати бараках из фанеры рядом с тоннелем 3. Эвакуация лагеря проведена в феврале 1945 года.

### Замок Едлинка

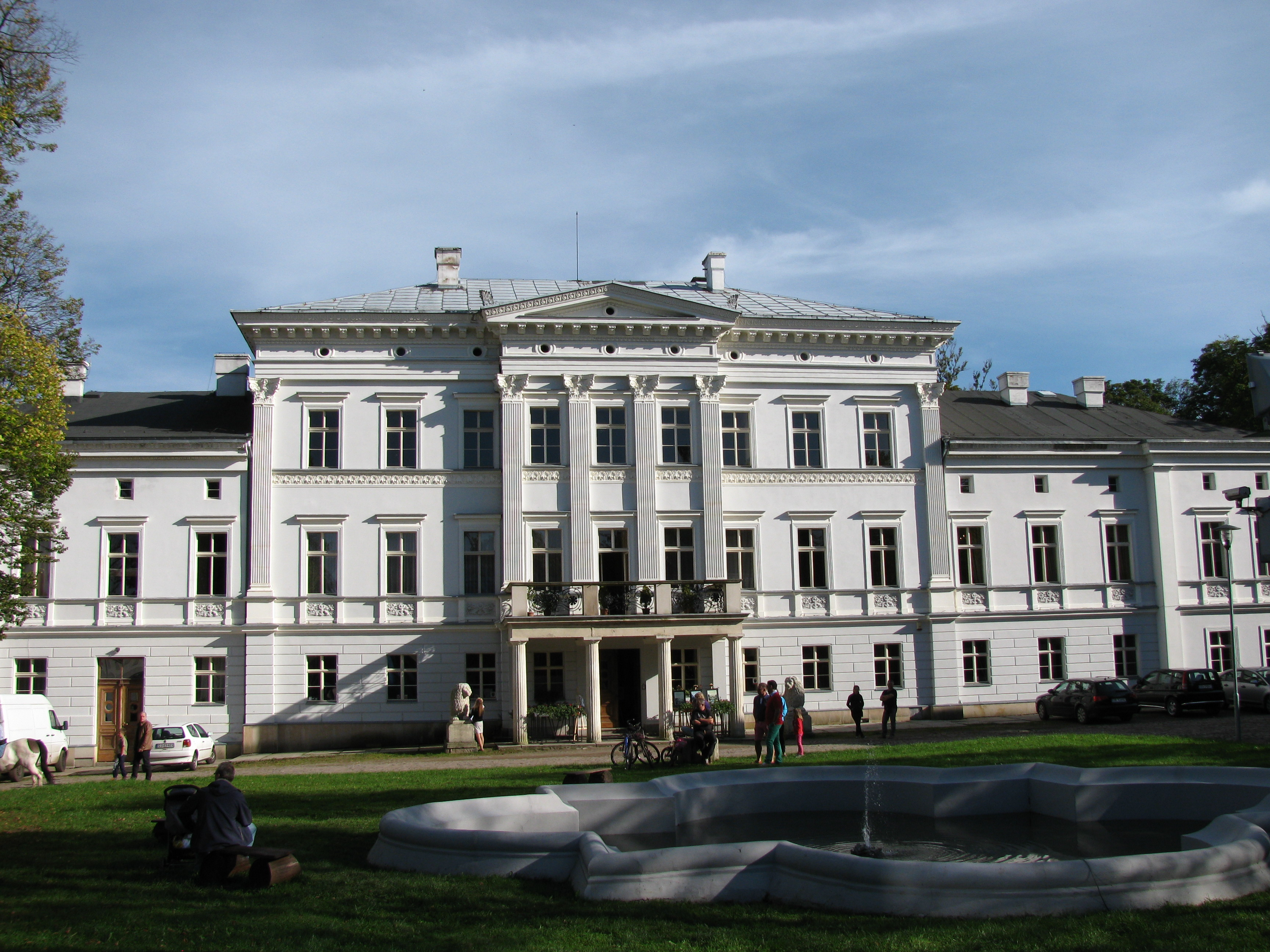
Усадьба Едлинка

Замок находится в деревне Едлинка. В 1943 году семья Бёмов продала его благотворительной организации «Национал-социалистическая народная благотворительность». В начале 1944 года здание, планировавшееся к превращению в госпиталь, было конфисковано военными и отдано под штаб-квартиру «Силезской промышленной компании», ранее располагавшейся в соседнем городе Бад-Шарлоттенбрунн (ныне Едлина-Здруй).
В подвале замка было обустроено бомбоубежище с бронированными газонепроницаемыми дверями. Компания отвечала за строительные работы проекта «Великан» и от имени Главной строительной комиссии Министерства вооружений контролировала подрядные фирмы, участвующие в проекте. Большинство подрядчиков использовало принудительный труд.
В апреле 1944 года «Силезская промышленная компания» была признана неэффективной и заменена Организацией Тодта. Было создано строительное управление «Великан», которое возглавил Ханс Мейер, а курировал директор министерства Франц Ксавер Дорш. Строительным бюро, расположенным в Вюстевальтерсдорфе (ныне Валим), руководили начальники строительства Лео Мюллер  и Фриц Леонхардт. В июле 1944 года на управление «Великан» работало 30 788 человек.
В феврале 1945 года из-за приближающейся линии фронта управление было преобразовано в штаб X бригады организации Тодта. Задачей бригады стало восстановление систем связи. Организация Тодта занимала замок до мая 1945 года. В настоящее время он открыт для публики.

### Глушица

Бомбоубежище в Глушице

Город Глушица и его окрестности был местом расположения многих трудовых лагерей, связанных с проектом «Великан». С октября 1943 по март 1945 года сюда из Эссена были перенесены производственные предприятия Friedrich Krupp AG. Компания приобрела две текстильные фабрики, принадлежавшие Meyer-Kauffmann Textilwerke AG и переделала их под производство оружия. Под близлежащим холмом было построено бомбоубежище. Оно состоит из двух тоннелей, на 60 % армированных бетоном и кирпичом. Общая длина подземелий 240 м, площадь 600 м², объём 1800 м³.
В ноябре 1943 на текстильной фабрике Kammgarnspinnerei Stöhr & Co. AG был организован лагерь для подневольных работников из Советского Союза. Он просуществовал до конца войны. В апреле 1944 появился трудовой лагерь Вюстегирсдорф, в котором разместили от 700 до 1000 узников концлагерей — евреев из Венгрии и Польши. Здесь же находился главный склад продовольствия и одежды, административный центр и штаб для командира сети трудовых лагерей «Великан». Эвакуация лагеря из Глушицы проводилась в феврале 1945 года.
В ноябре 1943 появился лагерь в деревне Кольце. Он расположился на закрытой текстильной фабрике братьев Гирш и принимал подневольных работников из Польши и Советского Союза. В июне 1944 года на том же месте был организован трудовой лагерь Дёрнхау, куда привезли узников еврейского происхождения из концлагерей Венгрии, Польши и Греции. Для их размещения достроили несколько бараков. Той же осенью лагерь определили в качестве главного лазарета для тяжелобольных без перспектив выздоровления. После войны были найдены 25 общих могил, в которых обнаружены тела 1943 человек. Лагерь был освобождён в мае 1945 года.
В ноябре 1943 года появился лагерь в деревне Глушица-Горна. Он также располагался в здании закрытой текстильной фабрики и просуществовал до конца войны. Здесь размещались подневольные работники и военнопленные. В апреле — мае 1944 года в той же деревне был создан трудовой лагерь Шоттерверк, расположившийся у железнодорожной станции и предназначенный для узников концлагерей. От 1200 до 1300 евреев из Венгрии, Польши и Греции жили здесь в 8 — 11 деревянных бараках. Часть заключённых покинула лагерь при эвакуации в феврале 1945 года. Остальные были освобождены в мае.
В марте 1944 года в деревне Едлинка открылся пятый лагерь для подневольных работников и военнопленных. Он располагался на текстильной фабрике Websky, Hartmann & Wiesen AG. В апреле — мае 1944 года на том же месте был создан трудовой лагерь Таннхаузен. В нём проживало 1200 мужчин еврейского происхождения из Венгрии, Польши, Греции и других европейских стран, прибывших из концлагерей. Рядом с лагерем в ноябре 1944 года открылся главный лазарет. Он был предназначен для пациентов с хорошими шансами на выздоровление. Их размещали в четырёх кирпичных бараках. Заключённые, способные ходить, были эвакуированы в феврале 1945 года. В лагере остались только больные, которых освободили в мае.
В августе 1944 года в деревне Зимна Вода был организован трудовой лагерь Кальтвассер. Здесь размещались узники концлагерей еврейского происхождения из Польши, которые жили в пяти бараках. Лагерь закрыли в декабре 1944 года с переводом заключённых в трудовой лагерь Лерхе.
В апреле — июне 1944 года в долине Большого Мартовского ручья был создан трудовой лагерь Мерцбахталь. Его узниками были от 700 до 800 евреев, в основном из Венгрии и Польши, прибывшие из концлагерей. Остатки бараков, в которых их размещали, сохранились до сегодняшних дней. Эвакуация лагеря проведена в феврале 1945 года.

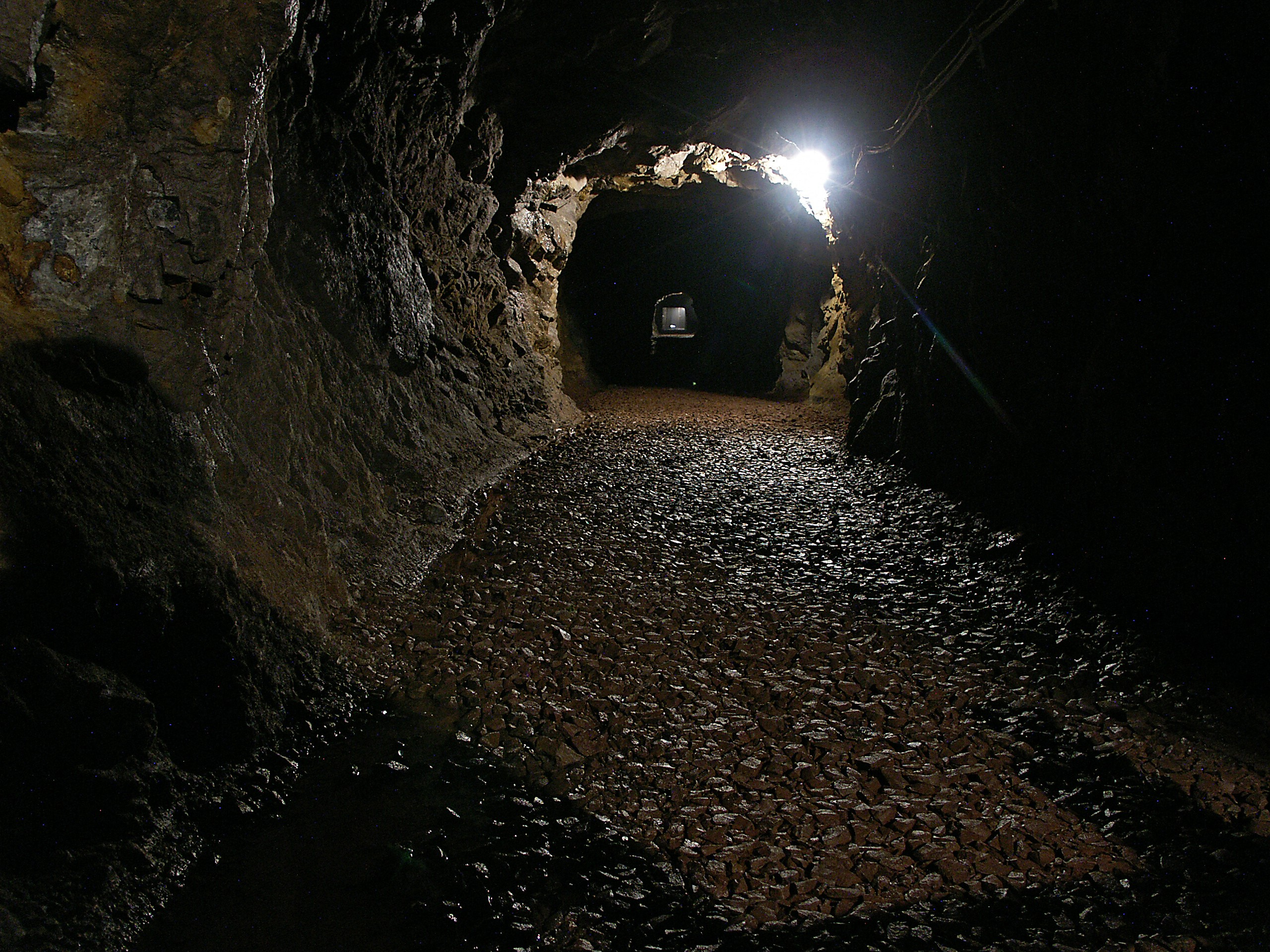
Комплекс «Влодаж»
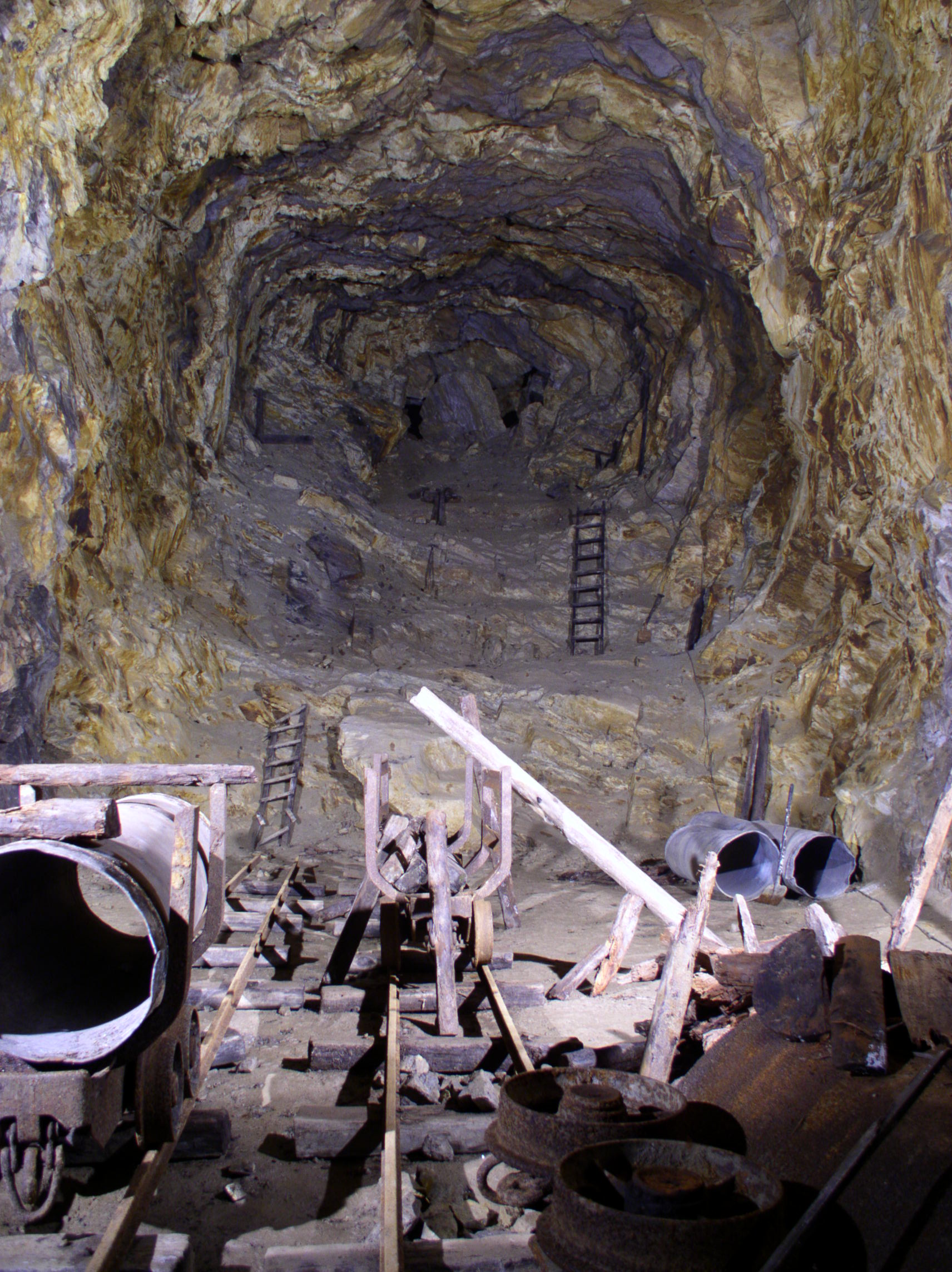
Комплекс «Речка»
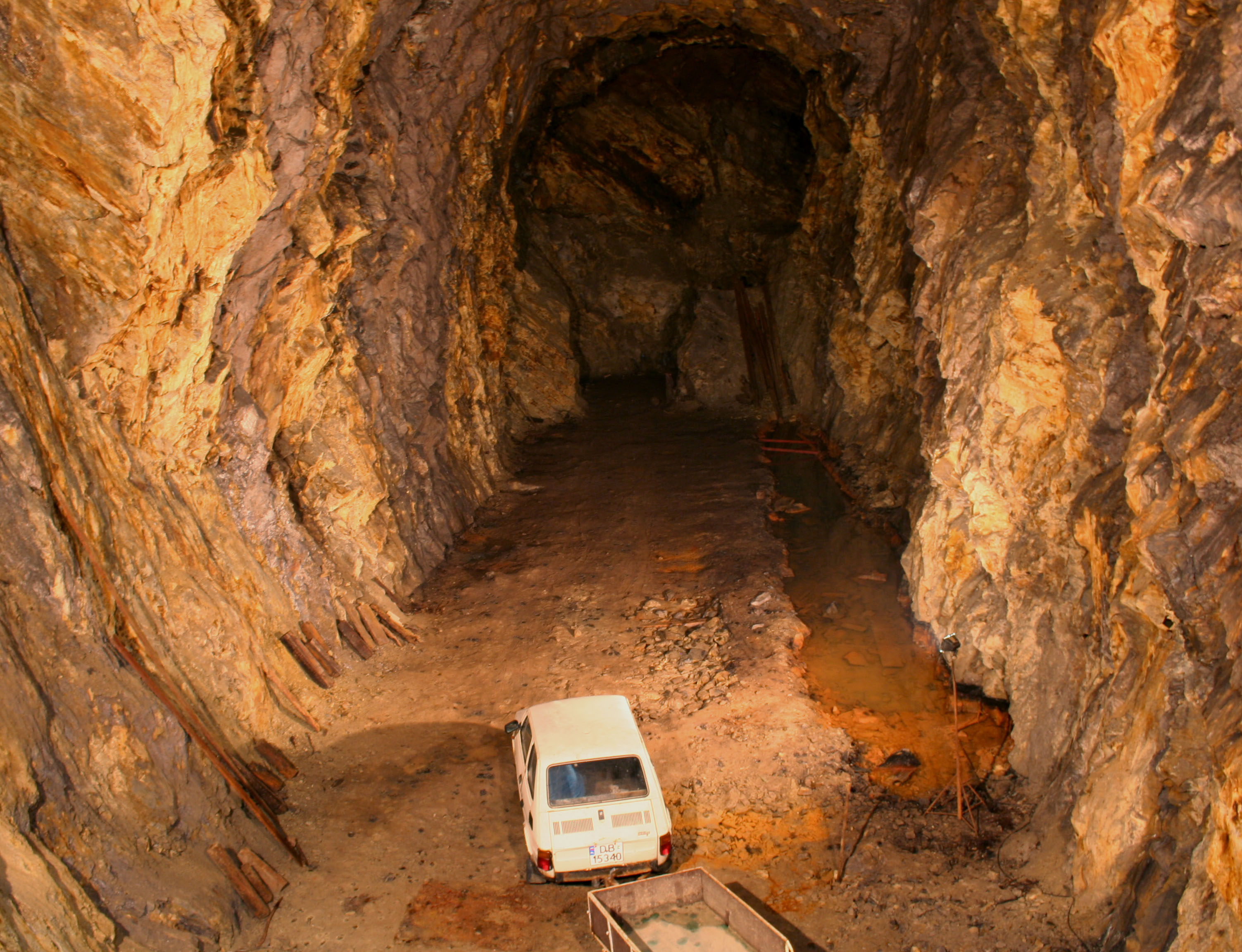
Комплекс «Речка»
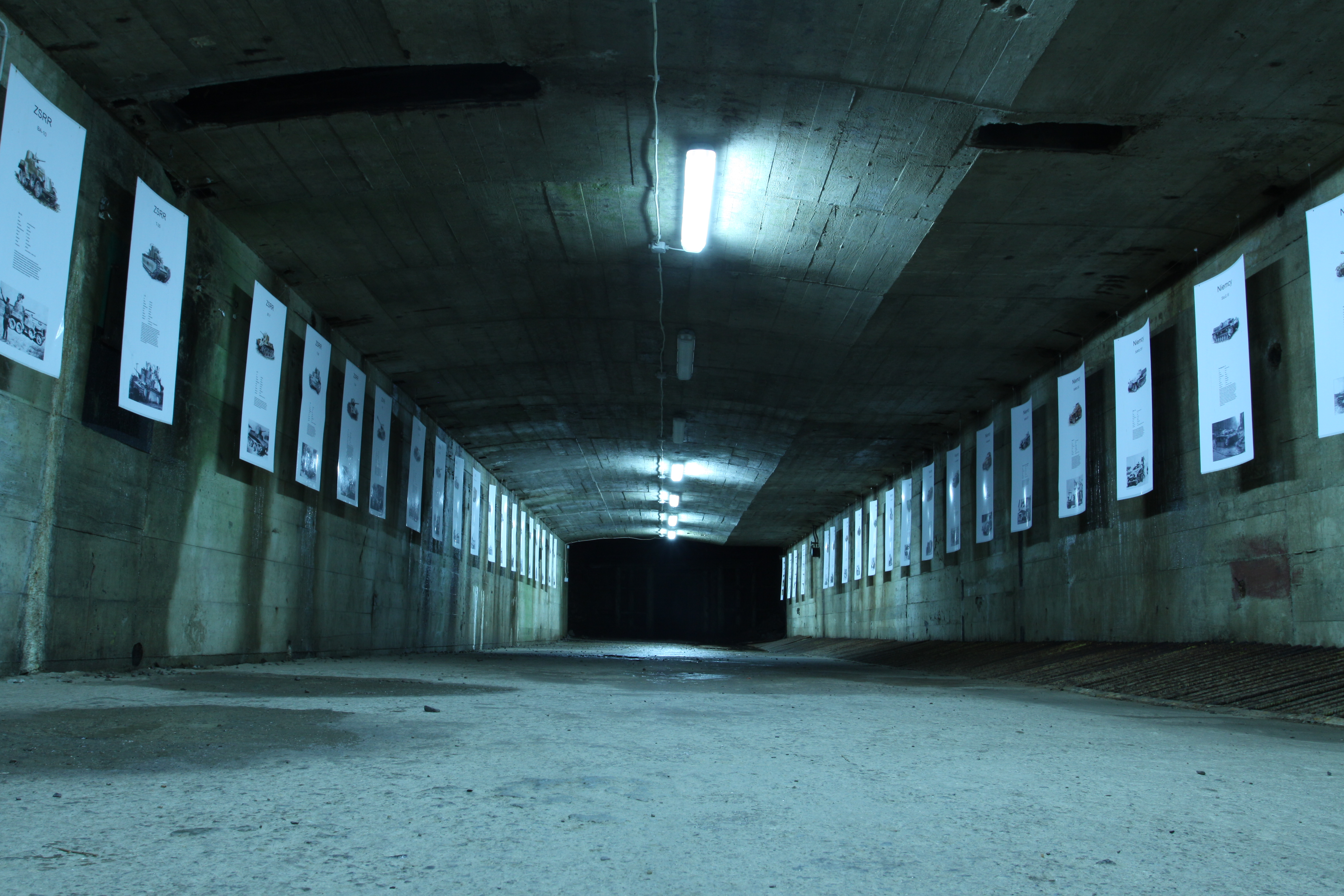
Комплекс «Осувка»
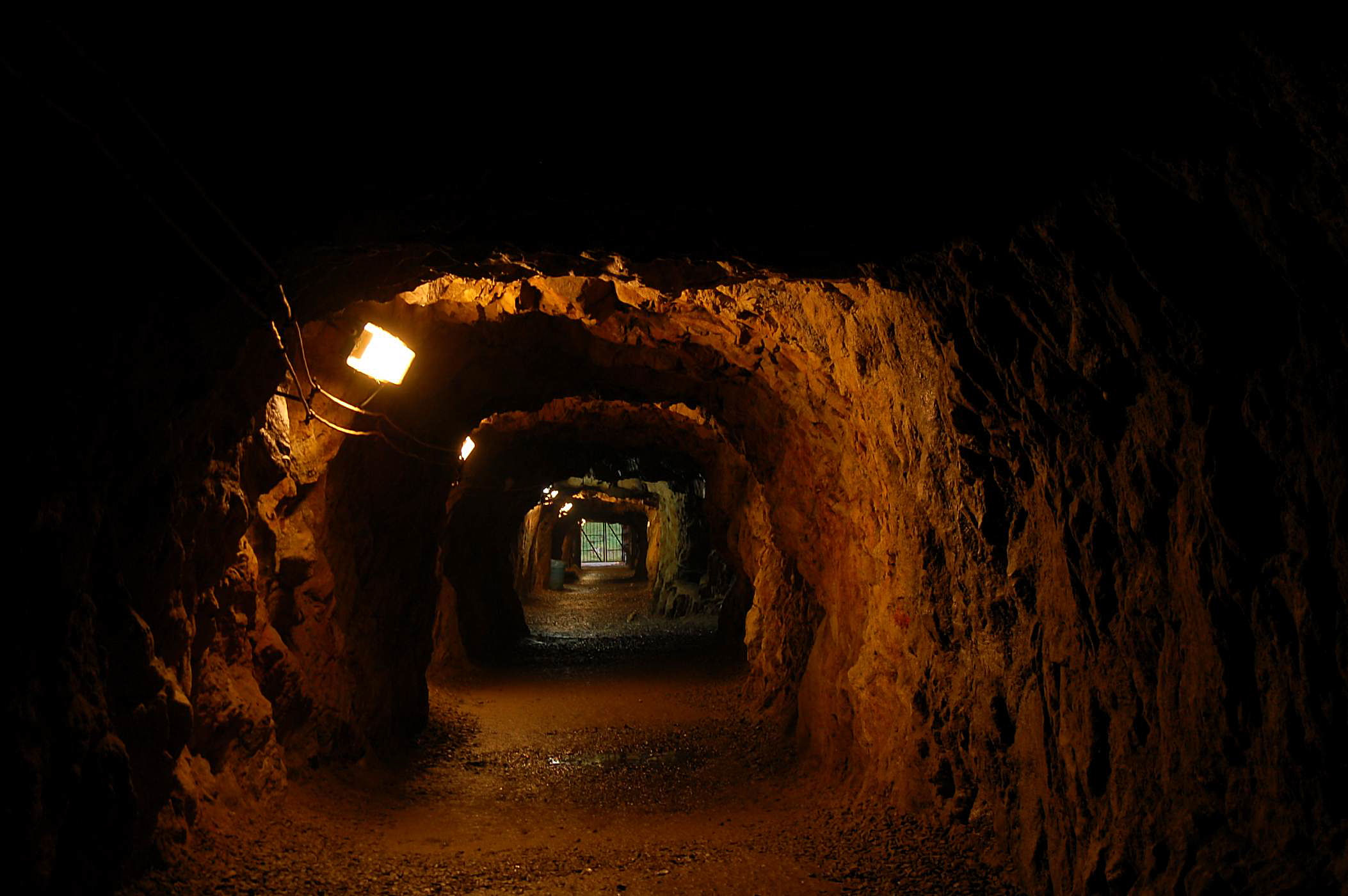
Комплекс «Осувка»
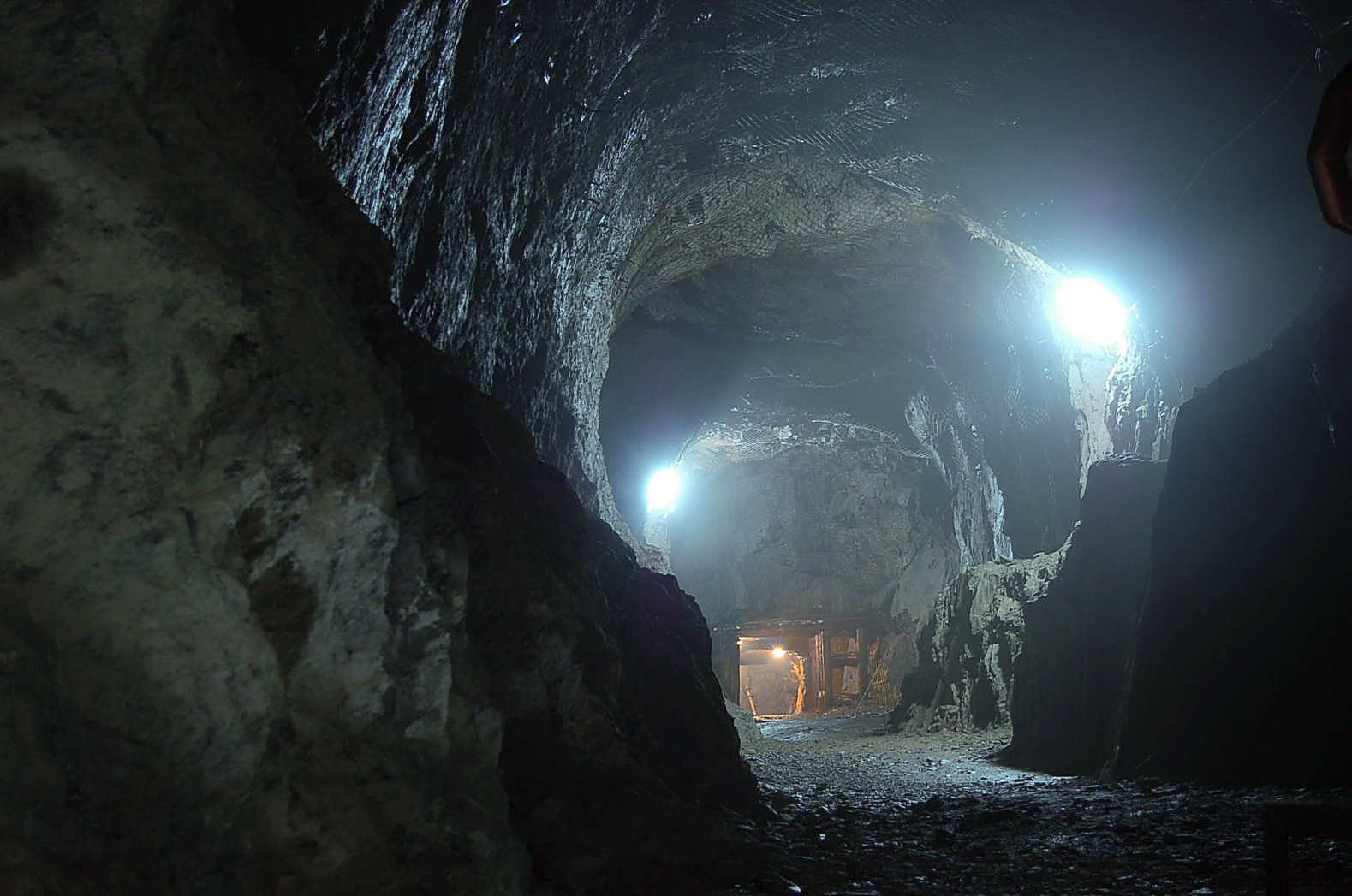
Комплекс «Осувка»
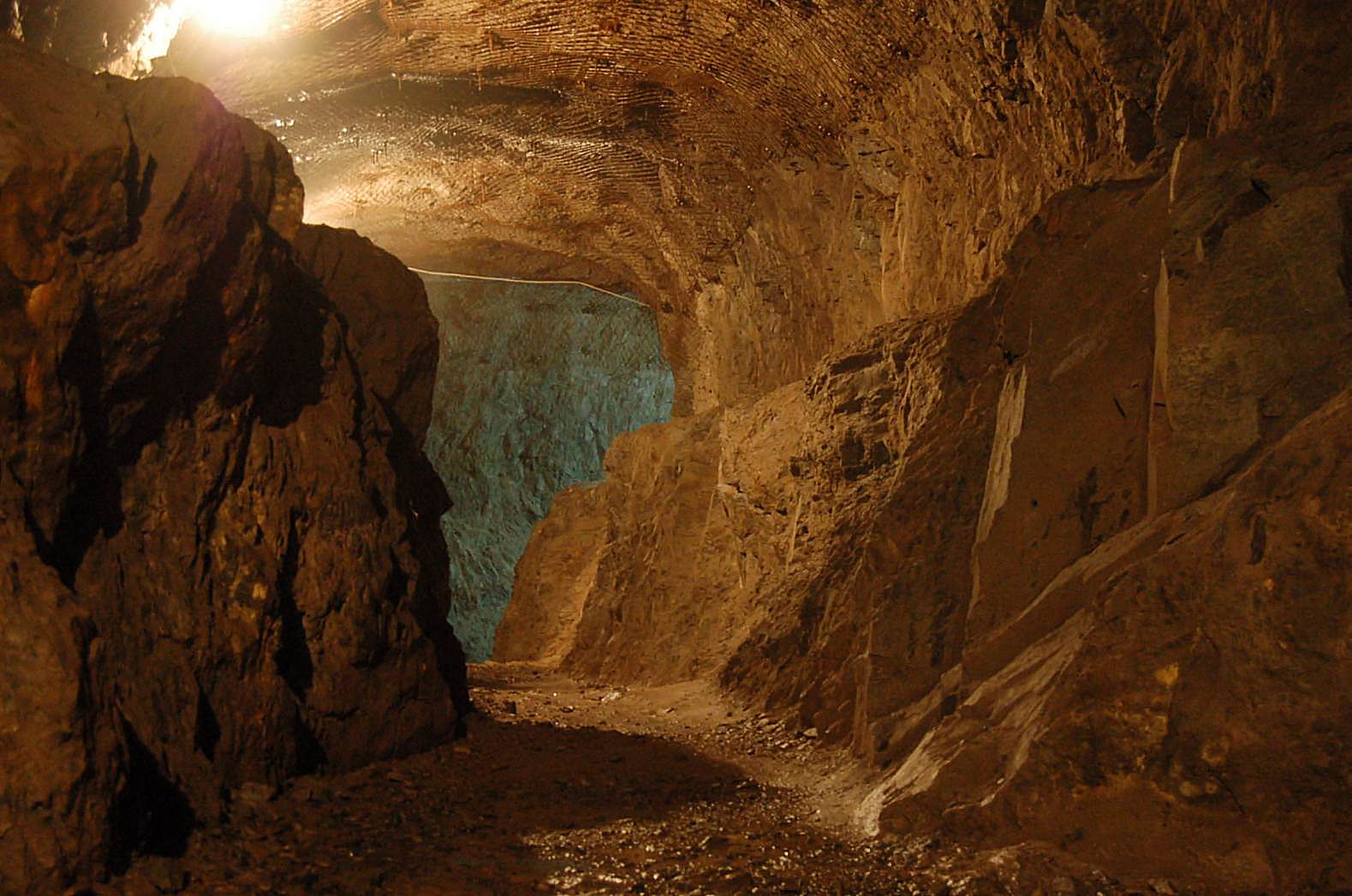
Комплекс «Осувка»
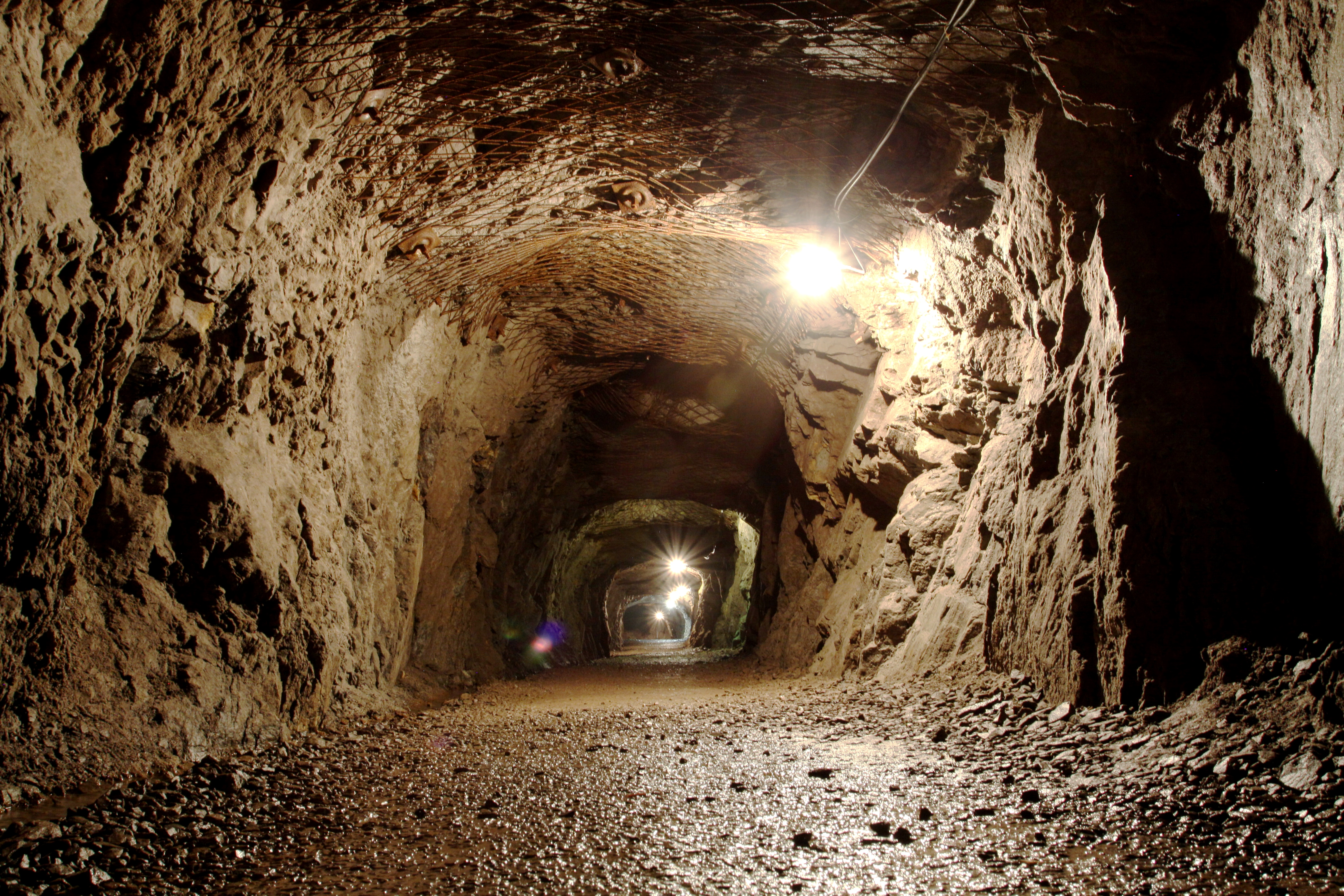
Комплекс «Осувка»
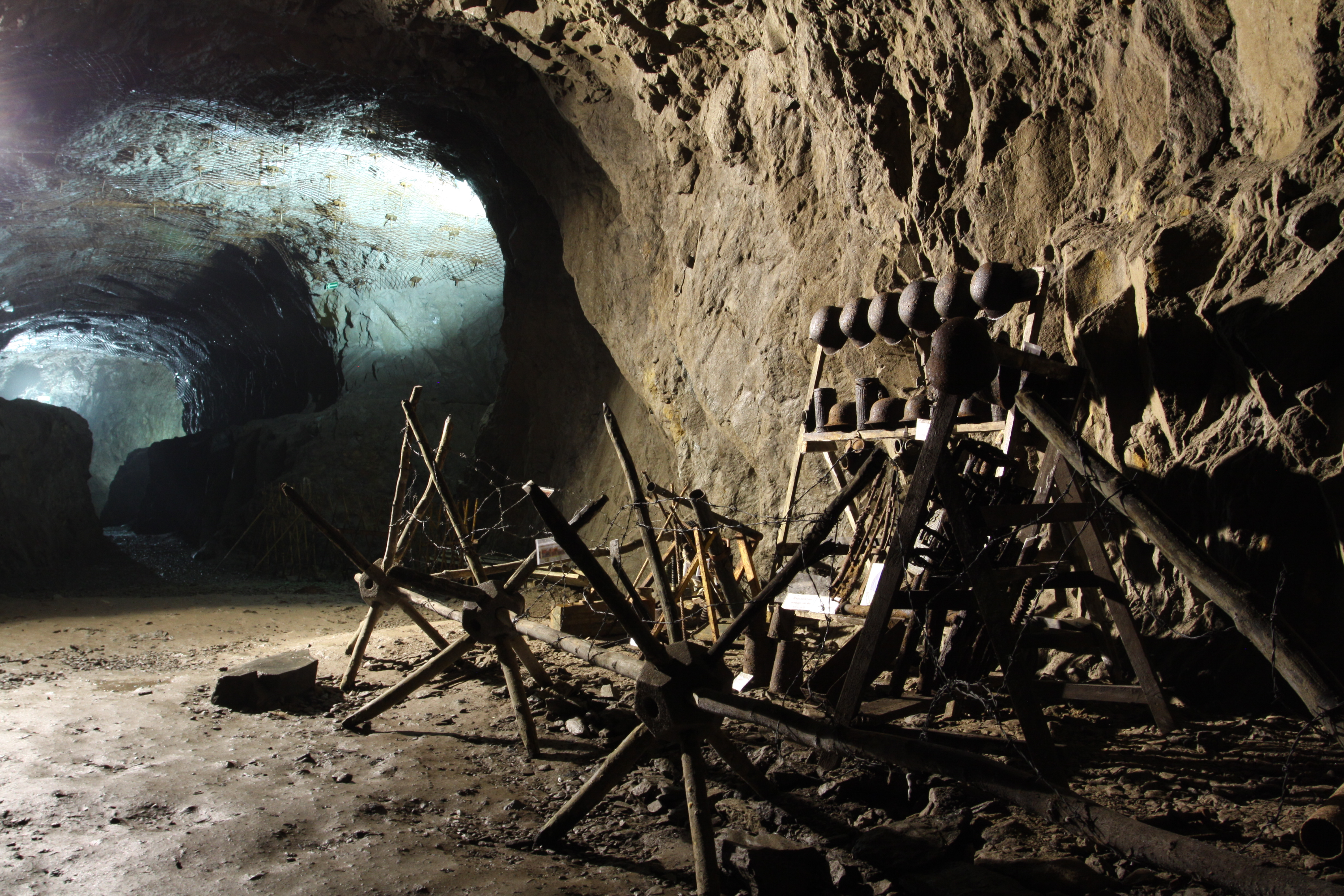
Комплекс «Осувка»
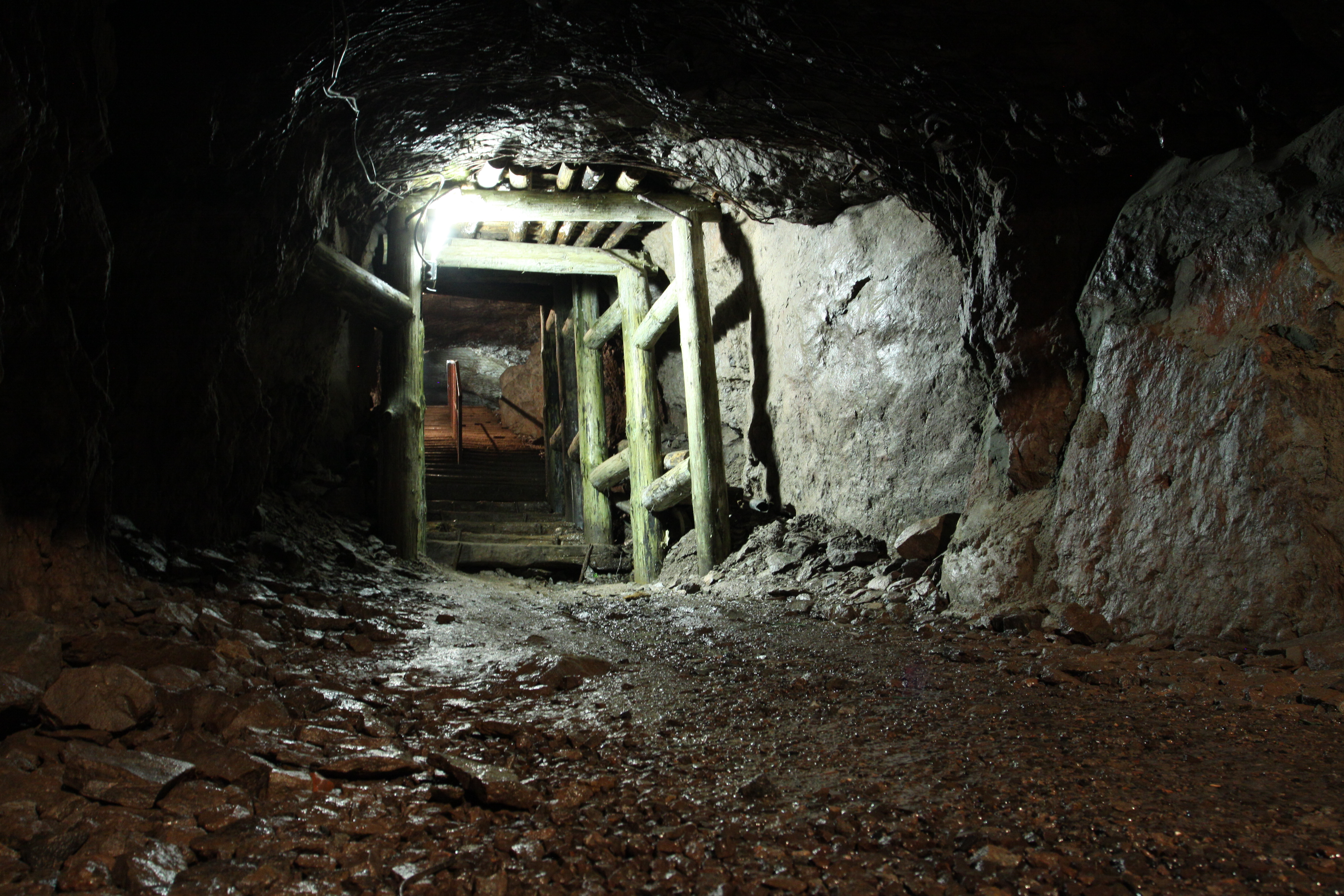
Комплекс «Осувка»